# بكري الحلبي
بكري بن عبده بن عمر الحلبي (1910 - 29 مارس 1979) (1328 - 1 جمادى الأولى 1399) عالم مسلم ومتصوف وشاعر سوري من أهل القرن الرابع عشر الهجري/ العشرين الميلادي. ولد بالباب قرب حلب. درس بالمدرسة الخسروية فيها وأخذ عن شيوخ عصره. هو فقيه حنفي وعمل مدرساً في المدارس الشرعية بحلب. له كتاب هداية المريد إلى جوهرة التوحيد والرسالة الشافية وديوان شعر، معظمه في مديح النبي محمد. توفي في حلب ودفن فيها. 

## سيرته
ولد بكري بن عبده بن عمر بن رجب الحلبي الحنفي في بلدة الباب بمحافظة حلب في سنة 1328 هـ/ 1910 م ونشأ بها. تلقى تعليمه الأولي في أحد كتاتيب بلدته، فأتقن تلاوة القرآن وحفظ الكثير منه، كما حفظ بعض المتون في الفقه والعربية، وكثيراً من الشعر العربي في الجاهلية والإسلام، وحضر حلقات بعض شيوخ البلدة منهم مصطفى أبو زلام. ثم انضم بالمدرسة الخسروية بمدينة حلب، وأخذ عن شيوخ عصره، منهم أحمد الزرقا وأحمد الشماع، وعيسى البيانوني ومحمد راغب الطباخ. كما حضر على المفتي أحمد النعساني، وحضر كذلك على محمد نجيب سراج الدين الحسيني. وسلك على يد محمد أبي النصر الحمصي النقشبندي. كما درس سنة واحدة في الجامع الأزهر بمصر .

ثم اشتغل مدرساً في المدارس الشرعية بحلب، وكان يلقي الدروس الشرعية في حلقات المساجد ودور العلوم الشرعية. درس أيضًا بمعهد العلوم الشرعية/المدرسة الشعبانية، والثانوية الشرعية للبنات، والمدرسة السلطانية التي أسسها صديقه محمد خير الدين اسبير. كما افتتح بكري رجب وصديقه أحمد القلاش، مدرسة دينية في حلب استمرت لمدة عشر سنوات، بالإضافة إلى عمله إماماً وخطيباً لمدة أربعين سنة، في عدة مساجد بها. 

توفي بكري رجب في مدينة حلب في يوم 1 جمادى الأولى 1399/ 29 مارس 1979 ودفن في مقبرة كرزة دادة. 

## شعره
ذكره عبد العزيز البابطين في معجمه وقال عنه «شاعر فقيه شغف قلبه المديح النبوي، الذي هاجته وقفته أمام الروضة الشريفة فتداخلت أمجاد الماضي وأشجان الحاضر، على أن شعره عبر عن عصره المشغول بالأغراض الاجتماعية والهموم السياسية، كما أنبأ عن ثقافته، وسلاسة لغته، ونقاء شخصيته.»

## مؤلفاته
- الرسالة الشافية في الشعر والعروض والقافية
- الدليل إلى مناسك الحج والزيارة
- المثل العليا في الحب للجناب المحمدي
- المولد النبوي في الترغيب والترهيب
- ردود على بعض الفرق، نظماً
- هداية المريد إلى جوهرة التوحيد، وهو شرح متوسط لجوهرة التوحيد، في العقيدة الإسلامية
- شرح قصيدة السفور والصهيونية، للشيخ الشاعر محمد خير الدين اسبير.
- ديوان شعر، بعنوان ديوان المدائح النبوية والأشعار الحكمية طبع سنة 1391هـ/ 1971م واشتمل على كثير من المدائح النبوية، والرثاء، وقصائد حول الإسلام وقضايا عربية.

من آثاره مخطوطة:
- الدرر اللماعة في شرح بيان السنة والجماعة
- الفيض الهامي في الرد على أدوار التصوف الإسلامي
- القول المنيف في الرد على النقد والتزييف
- ردود على بعض الفرق، نثراً.
- تقريرات على شرح الشيخ خالد الأزهري